# 山ノ内川
山ノ内川（やまのうちがわ）は、佐賀県東部を流れる筑後川水系寒水川の支流である。
佐賀県みやき町簑原の香田地区付近を起点とし、同町東尾付近にて寒水川に合流する。

## 概要
佐賀県みやき町簑原の香田地区の溜池を水源とし、細流の水を集めながら同町簑原地区内を南に流れ下る。上流部は水路のような様相を呈する。簑原地区内では主に水田地帯と雑木林の中をひっそりと流れ、護岸も少ない小川であるが、長崎街道を抜けると平坦な水田地帯の中を流れるようになり、川岸はコンクリート護岸されて単調な流れとなる。同町白壁付近で流路を南西方向に転じ、そのまま寒水川に合流する。